# Thremma sardoum
Thremma sardoum is een schietmot uit de familie Thremmatidae. De soort komt voor in het Palearctisch gebied.